# Schweizer Fernsehen

Logo Schweizer Fernsehen

Schweizer Fernsehen (SF) to niemieckojęzyczny oddział SRG SSR idée suisse, który ma za zadanie produkcję programów dla niemieckojęzycznej Szwajcarii. Założony został w 1958 roku. Do 2005 nazywał się SF DRS (skrót od: Schweizer Fernsehen der deutschen und rätoromanischen Schweiz). Siedziba główna znajduje się w Zurychu. Najbardziej znaną produkcją jest Pingu. Najczęściej oglądanym programem tej stacji w Szwajcarii jest "Tagesschau" (Wiadomości) o godzinie 19:30. Produkuje programy także dla 3sat. W 1997 założony został kanał SF zwei, a w 1999 SF info.
- Oficjalna strona